# Carbomycetaceae
Carbomycetaceae es una familia de hongos del orden Pezizales. La familia contiene únicamente el género Carbomyces, que a su vez incluye tres especies distribuidas en los EE. UU. y México.